# 拟贯众
拟贯众（学名：Cyclopeltis crenata）为鳞毛蕨科拟贯众属下的一个种。